# Alberto Radi
Alberto Radi   (Trieste, 10 de desembre de 1919 - valor desconegut, 13 de juliol de 1989) fou un remer italià que va competir durant la dècada de 1940.
El 1948 va prendre part en els Jocs Olímpics de Londres on, fent equip amb Giovanni Steffè i Aldo Tarlao, guanyà la medalla de plata en la prova de dos amb timoner del programa de rem. N'era el timoner.